# Ángel Acuña
Ángel Acuña, né le 11 février 1919, à Chihuahua, au Mexique et décédé le 1er août 1997, à Pima, en Arizona, est un ancien joueur et entraîneur mexicain, naturalisé américain, de basket-ball.